# Palacio de Boa Vista
El Palacio de Boa Vista es la residencia oficial de invierno del gobernador del Estado de São Paulo (Brasil). Está ubicado en Alto da Boa Vista, en la ciudad de Campos do Jordão. Su construcción se inició en 1938, a pedido del interventor federal Adhemar de Barros, para servir luego como residencia oficial de verano. Fue concluido en 1964. En 1970 fue declarado “monumento de visita pública” y transformado en centro de arte, sin perjuicio de su finalidad principal como sede de invierno del gobierno del estado.
El palacio alberga una colección artística compuesta por obras de importantes nombres del arte brasileño, así como una colección de artes aplicadas y artículos de artesanía. Adjunta al palacio se encuentra la Capilla de San Pedro Apóstol, diseñada por el arquitecto Paulo Mendes da Rocha, que alberga una colección de arte religioso de la época colonial y de artistas contemporáneos. La colección del Palacio de Boa Vista está abierta al público e incluye, junto con las colecciones de los palacios Bandeirantes y Horto, la Colección Artístico-Cultural de los Palacios de Gobierno de São Paulo.

## Historia

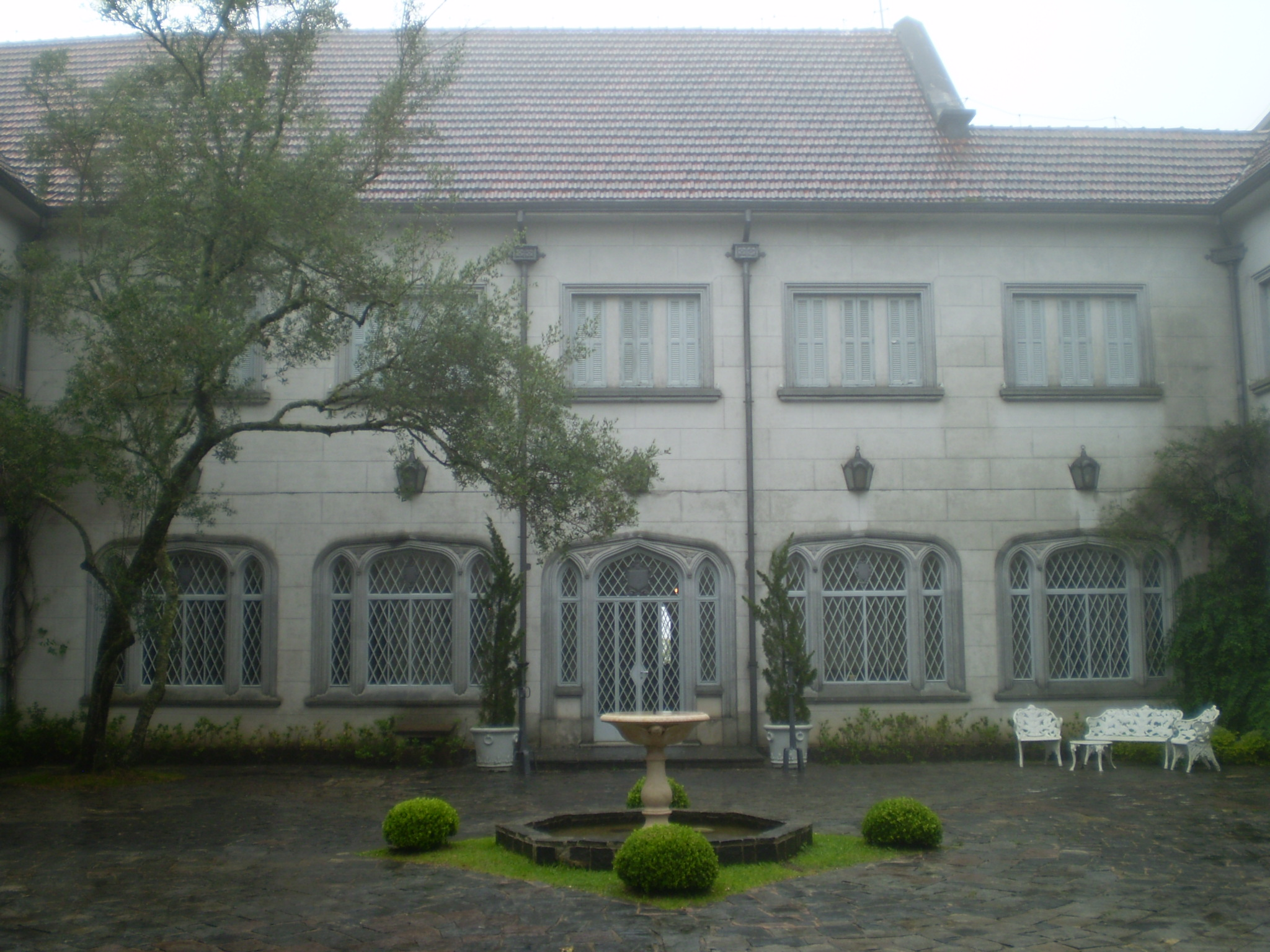
Patio interior del Palacio de Boa Vista

En 1938 Getúlio Vargas nombró a Adhemar de Barros interventor federal en el Estado de São Paulo. Este era admirador de Campos do Jordão y decidió construir una residencia de verano en esa ciudad, para uso del gobernador. Encargó al arquitecto polaco Georg Przyrembel que diseñara la residencia “en el molde de los castillos europeos”. El lugar escogido sería el Alto da Boa Vista, que permitía una vista panorámica de los principales barrios de la ciudad. El proyecto de la casa de verano evolucionó hacia un palacio y, aún en 1938, se inició la construcción en terrenos donados por particulares.
En poco tiempo, sin embargo, la obra tomaría un ritmo lento, permaneciendo prácticamente paralizada durante 25 años, tiempo durante el cual fue criticada por los opositores de Adhemar. Cuando asumió por segunda vez el cargo de gobernador del estado, en 1963, Adhemar de Barros ordenó que se reanudaran las obras a un ritmo acelerado, y el palacio fue finalmente inaugurado el 21 de julio del año siguiente.
Elegido indirectamente gobernador del estado en 1967, Abreu Sodré consideró muy restringido el uso del Palacio de Boa Vista como residencia de verano, dejando a su secretario de la hacienda, Luís Arrobas Martins, para estudiar un mejor uso del edificio. Martins decidió transformar la residencia en un centro cultural: realizó pequeñas reformas y adaptaciones y adquirió obras de arte, muebles y objetos de artes aplicadas para decorar el palacio. En 1970, el edificio fue declarado “Monumento de Visita Pública” del estado, abriendo sus puertas a la población.

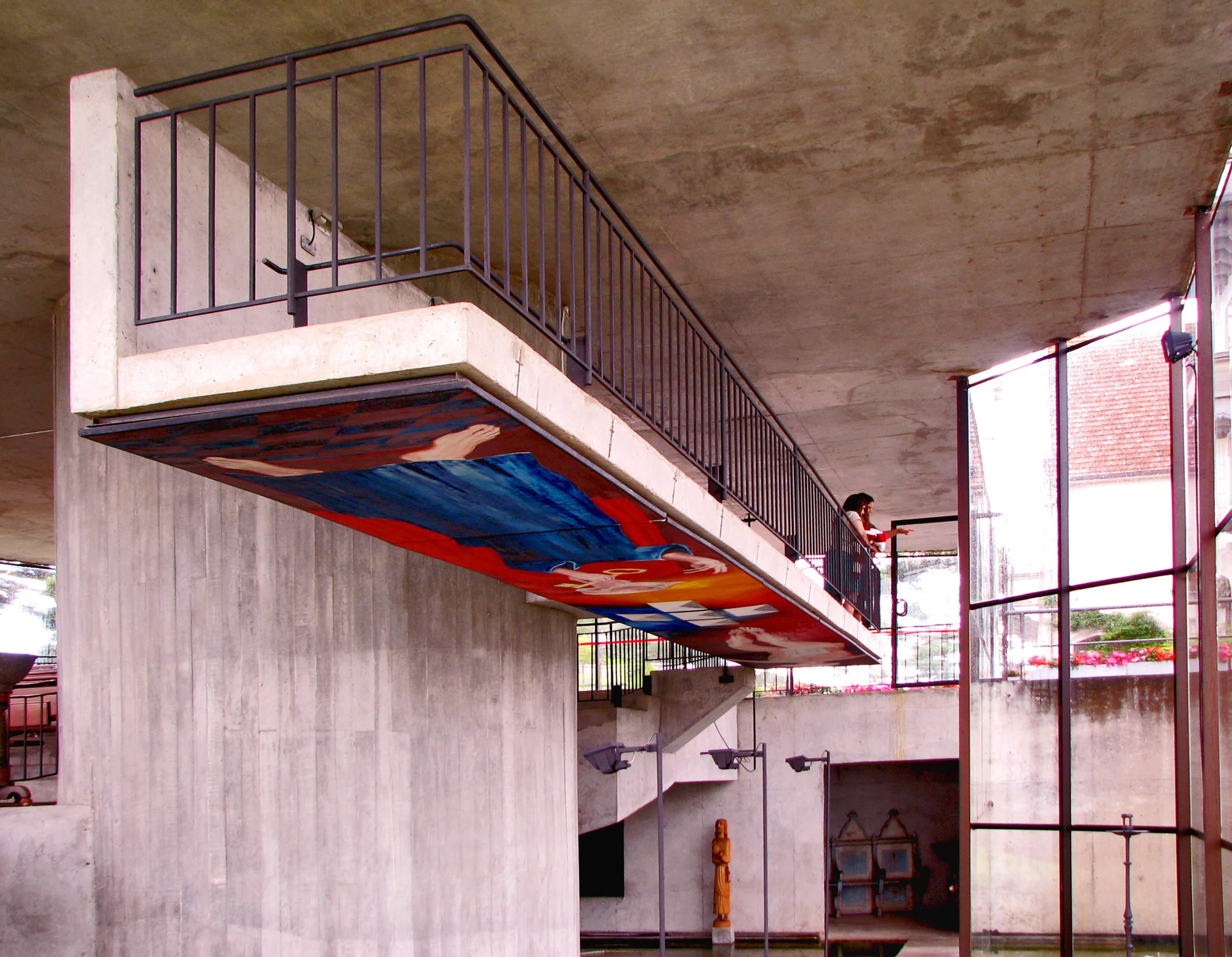
Interior de la Capilla de San Pedro Apóstol, proyectada por Paulo Mendes da Rocha y adosada al Palacio

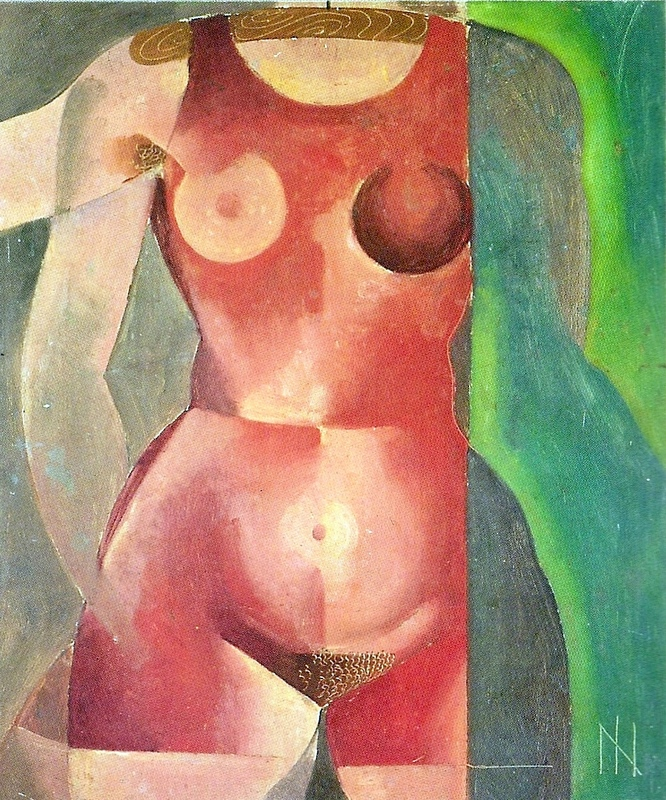
Desnudo en la percha. Pintura de Ismael Nery en la colección del Palácio Boa Vista.

Desde entonces, el Palacio de Boa Vista tiene la doble función de servir como sede de invierno del gobierno del estado y como centro cultural. En julio de 1970, el palacio acogió los primeros "Conciertos de Invierno", transformándose al año siguiente en el Festival de Invierno de Campos do Jordão. En 1989, en conmemoración de las bodas de plata de la inauguración del Palacio Boa Vista, el gobernador Orestes Quércia ordenó la construcción de la Capilla de San Pedro Apóstol, proyectada por Paulo Mendes da Rocha e inaugurada en julio del mismo año.

## Arquitectura
Diseñado por Georg Przyrembel en estilo “ Maria Tudor ” por sugerencia de Adhemar de Barros, el Palacio de Boa Vista está ubicado en la parte superior de uno, lo que permite verlo desde diferentes barrios de Campos do Jordão. El palacio impresiona por su suntuosidad y decoración interior: hay más de 1800 obras de arte expuestas en 105 salas. Forma parte de un terreno de más de 95 000 m², la mayor parte dispuesto en forma de un gran jardín, que rodea la residencia.
Anexa al palacio, se encuentra la Capilla de San Pedro Apóstol. Construida en hormigón armado sobre un solo pilar, con paredes de vidrio y rodeada de espejos de agua, la capilla es diseñada por Paulo Mendes da Rocha, quien tuvo el encargo de proyectarla de manera que no interfiriera negativamente en su entorno.

## Colección de arte
El Palacio de Boa Vista alberga una colección representativa del arte brasileño, desde el modernismo hasta el arte abstracto, destacando una amplia gama de pinturas de Tarsila do Amaral (ocho lienzos, entre ellos, Operários ), así como obras de Anita Malfatti, Cândido Portinari, Di Cavalcanti, Víctor Brecheret, Alfredo Volpi, Ismael Nery y Vicente do Rego Monteiro, entre otros. También hay una colección de pintura cusqueña de los siglos XVII y XVIII, así como muebles, tapices, vajillas y platería artística. En la Capela de São Pedro Apostolo se conservan obras religiosas del período colonial brasileño y creaciones contemporáneas. La colección está abierta al público.